# أكسل ينسن (عداء مراثوني)
أكسل جنسن (بالدنماركية: Aksel Jensen)‏ هو عداء مراثوني دنماركي، ولد في 17 سبتمبر 1899 في أودنسه في الدنمارك، وتوفي في 20 أغسطس 1968.

## وصلات خارجية
- أكسل جنسن على موقع أوليمبيديا (الإنجليزية)